# História do Ipswich Town F.C.

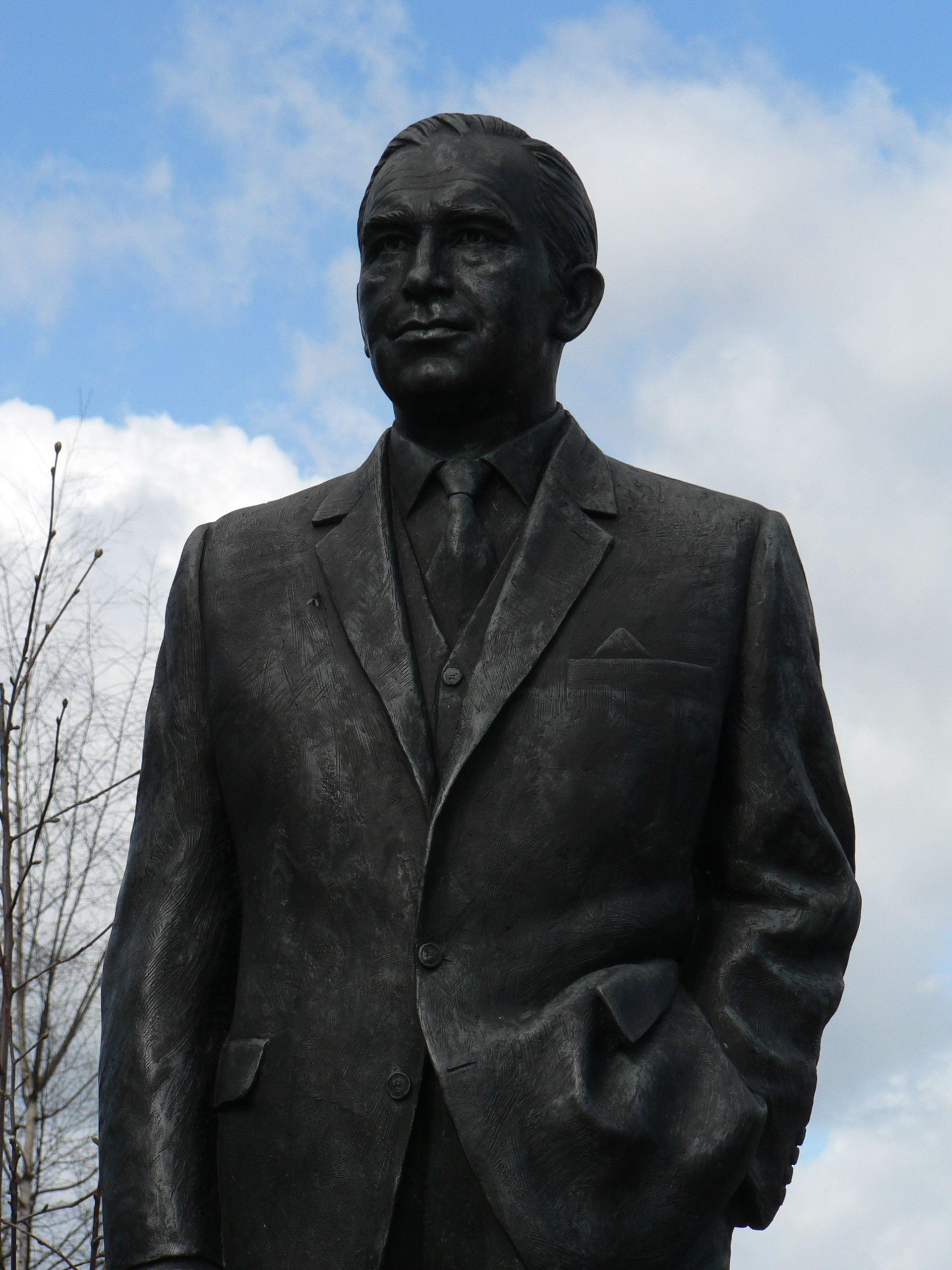
Estátua de Sir Alf Ramsey no Portman Road

O Ipswich Town F. C. é um clube inglês do association football em Ipswich, Suffolk e foi fundado em 1878. O clube jogou no futebol amador até 1936, quando o clube tornou-se profissional e foi eleito para a Southern League. O Ipswich Town subiu para a Division Three da Football League no lugar do Gillingham F.C em 30 de Maio de 1938.
O clube teve sucesso durante o início da década de 1960, quando ganhou a Football League First Division em 1961-62, um ano depois de ganhar a promoção a partir da Football League Second Division. Duas décadas mais tarde, sob o comando de Bobby Robson, o clube alcançou os títulos da Copa da Inglaterra e da Copa da UEFA em 1981.
O Ipswich Town teve uma contribuição para a história da Seleção Inglesa de Futebol pois Bobby Robson e Sir Alf Ramsey saíram do Ipswich para treinar a seleção. Com esses treinadores, a Inglaterra teve seus melhores resultados na Copa do Mundo: o quarto lugar em 1990 e o título em 1966.

## Da Fundação até o profissionalismo: 1878-1936

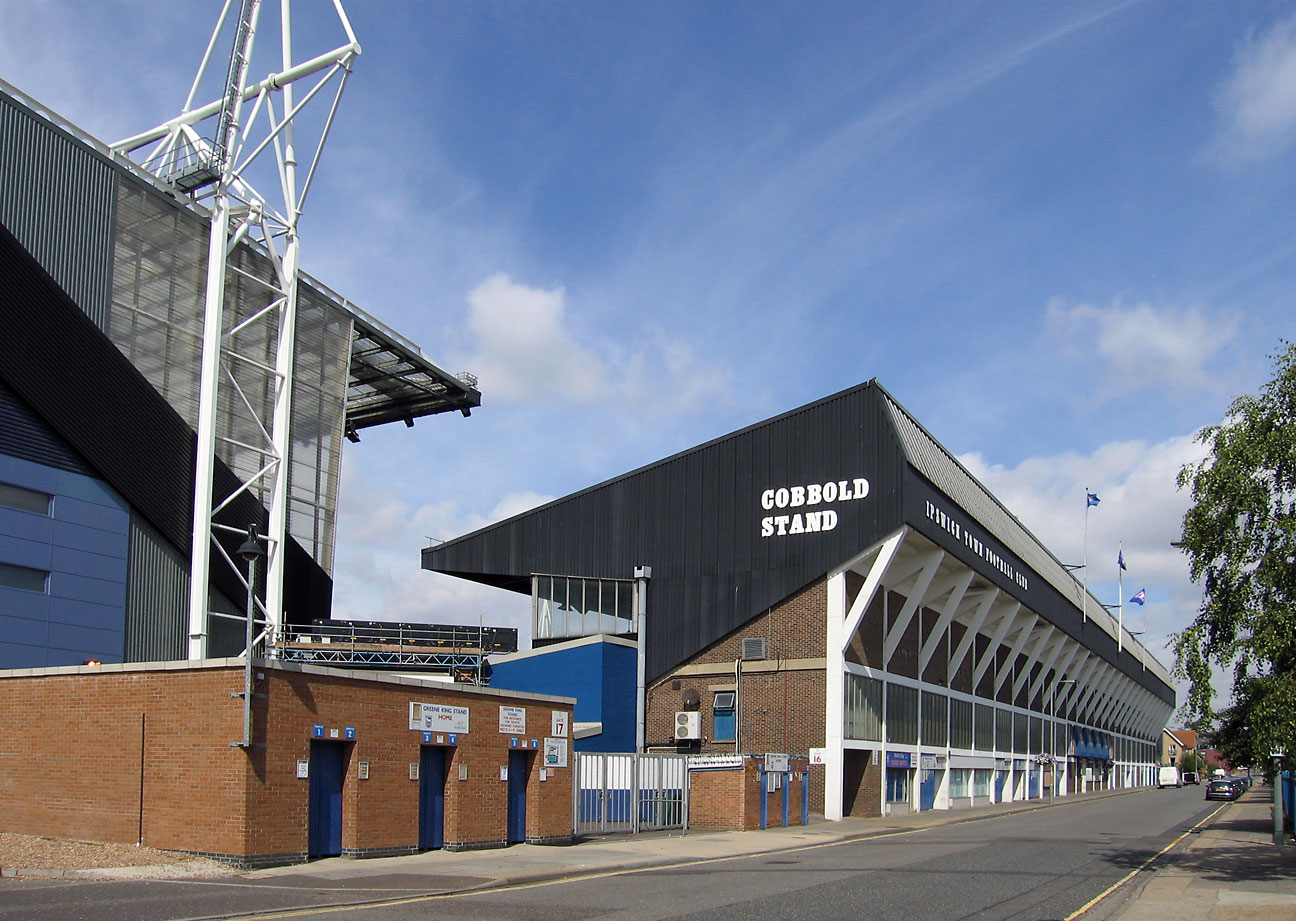
Portman Road é a casa do Ipswich desde 1884

O clube foi fundado em 16 de outubro de 1878, como um clube amador com nome de Ipswich A.F.C., sob a presidência de MP Thomas Cobbold que tinha jogado futebol na escola Charterhouse. George S. Sherrington e J.M. Francos foram eleitos os capitães. 
O Ipswich A.F.C. fez o seu primeiro jogo em 2 de novembro de 1978 em um jogo que terminou com vitória por 6-1 contra o Stoke City FC no Broom Hill. O primeiro jogo fora de casa foi uma vitória por 2-0 sobre o Harwich. O clube perdeu apenas um jogo em 17 em sua segunda temporada e assim atraiu interesse de jogadores para ter uma segunda equipe. 
O Ipswich registrou a sua maior vitória da história na temporada 1880-81 em uma vitória de 15-0 sobre o East Stamford, com um jogador, John Knight, registrando um treble "hat-trick". A equipe se mudou para o Portman Road, o atual estádio, em 1884 e compartilhou até 1936 as instalações com o East Suffolk Cricket Club que jogava lá desde 1855. O envolvimento da família Cobbold continuou quando, em 1885, Natanael Fromanteel Cobbold foi eleito como vice-presidente do clube. Após sua morte súbita no ano seguinte a sua posição foi passada ao seu sobrinho John Dupuis Cobbold.
O clube conquistou o seu primeiro troféu na temporada 1886-87 com a vitória de 2-1 contra uma equipa que representava a escola de Ipswich no final da Suffolk Challenge Cup. Em 1888, o clube se fundiu com o Ipswich Rugby Club e formou com o Ipswich Town F.C. Em 1890, o clube entrou nas eliminatórias da Copa da Inglaterra pela primeira vez e foi eliminado na fase final das eliminatórias pelo 93rd Highlanders. O clube teve pouco sucesso na Copa da Inglaterra durante a década de 1890, mas ganhou um grande número de competições locais incluindo a Suffolk Senior Cup e a Ipswich Charity Cup. Tendo recebido convites para participar da Southern League e o Norfolk & Suffolk League, o Ipswich juntou-se ao último na temporada 1899-1900, terminando em quarto lugar na primeira temporada da liga. Eles foram vice-campeões em 1902-03. Em 1903, eles também entraram em uma nova competição chamada South East Anglian League e foram o seu primeiro campeão do torneio. Eles deixaram esse campeonato em 1906, mas continuaram a jogar no Norfolk & Suffolk League.
Em 1907, o Ipswich tornou-se um dos membros fundadores da Southern Amateur League. O clube escapou por pouco do rebaixamento em muitas das temporadas seguintes e sofreu uma derrota recorde de 15-1 do Corinthians no Portman Road no Dia de Ano Novo em 1910. A eclosão da Primeira Guerra Mundial acabou reduzindo a temporada de 1914-15 e o campeonato não retornou até a temporada 1920-21. Apenas um ano mais tarde, o Ipswich Town tornou-se campeão da Southern Amateur League, decidindo o título no último dia da temporada. O clube conquistou a liga mais três vezes, em 1929-30, 1932-33 e 1933-34, antes de se tornar um dos membros fundadores da Eastern Counties Football League, no final da temporada 1934-35.

## Início da Liga De Futebol: 1936-1955

Liga posições desde 1938-39 temporada

Em 1936, o empresário local Leonard P. Thompson ameaçou criar um outro clube totalmente separado do que existia chamado Ipswich United, se o clube não se tornasse profissional. John Murray Cobbold, o Presidente do clube, convocou todos para uma reunião na Câmara Municipal em 1 de Maio de 1936 no qual ficou acordado que o Ipswich Town se tornaria um clube profissional. O clube foi unanimemente eleito para a Southern League para a temporada 1936-37. O ex jogador Irlandês, Mick O'Brien, foi nomeado como o primeiro treinador profissional do clube.
O primeiro jogo profissional no Portman Road foi uma vitória por 4-1 contra o Tunbridge Wells Rangers. O clube foi campeão da Southern League em sua temporada de estreia. O'Brien foi embora depois de apenas uma temporada após a morte de sua esposa. O Ipswich Town ficou sem técnico até 10 de novembro de 1936, quando o clube nomeou Scott Duncan, que havia sido recentemente rebaixado com o Manchester United. Ele levou o Ipswich até o terceiro lugar na temporada 1937-38.
O Ipswich Town F. C. foi eleito para a Football League em 30 de Maio de 1938 por uma margem de apenas dois votos, ficando no lugar do Gillingham que inicialmente foi para a Division Three (South). A última partida oficial do clube antes da liga ser suspensa devido à Segunda Guerra Mundial foi um empate em 1 a 1 com o rival local, Norwich City. John Murray Cobbold e o diretor Robert Neville Cobbold foram mortos durante a guerra, o cargo de diretor foi preenchido por John Cavendish Cobbold em 1948. Apesar da interrupção devido à guerra, Duncan treinou o clube por mais de 500 jogos entre 1937 e 1955. Depois de ficar três vezes no top-8 da liga, o Ipswich terminou a temporada 1949-50 em 17 na Division Three (South), foi a posição mais baixa da história do clube.

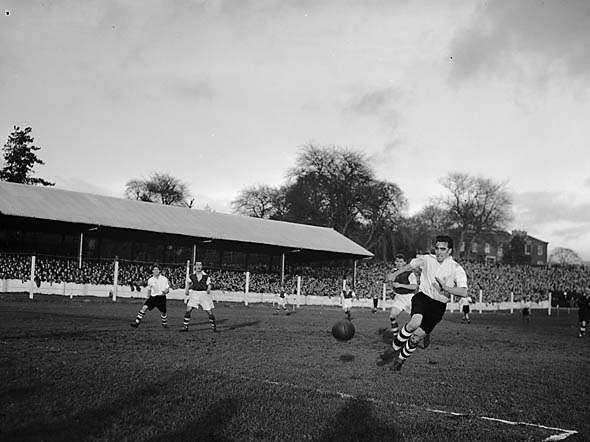
Ipswich em ação no Merthyr em 1951

Durante o início da década de 1950, o atacante Tom Garneys terminou como maior artilheiro do clube por quatro temporadas seguidas e tornou-se o primeiro jogador do a marcar quatro vezes em um jogo. Durante este período, o Ipswich ganhou o título e a promoção para a Segunda Divisão na temporada 1953-54, durante a qual o clube teve oito vitórias consecutivas. O clube foi rebaixado novamente para a Terceira Divisão no ano seguinte, o destaque nessa temporada foi ter chegado na quinta ronda do FA Cup. Duncan saiu do cargo de treinador mas permaneceu no clube como diretor por mais três anos, o seu substituto foi o ex-jogador da Inglaterra e bicampeão do campeonato pelo Tottenham Hotspur, Alf Ramsey.

## Ramsey e os campeões da Inglaterra: 1955-69

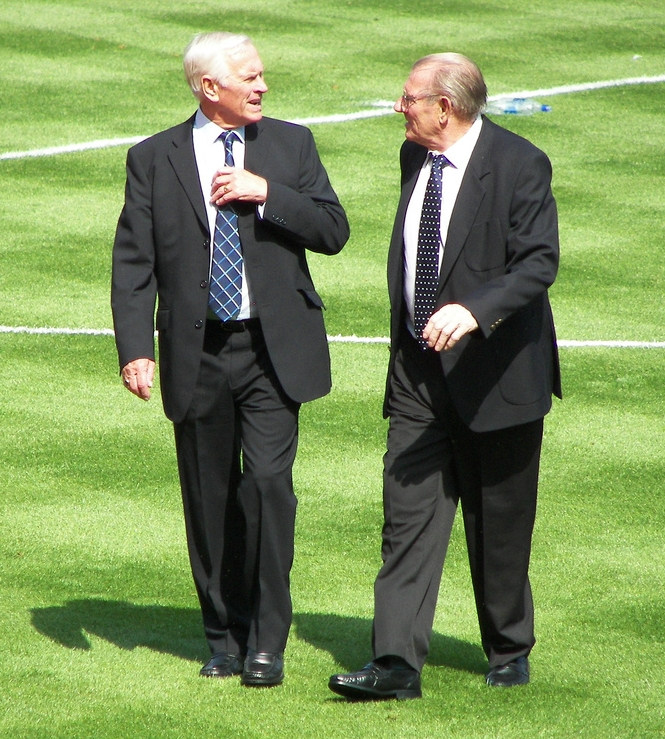
Ted Phillips (esquerda) e seu ex-companheiro de equipe Ray Crawford no Portman Road

Na primeira temporada de Ramsey no clube, o Ipswich marcou 106 gols em 46 jogos e terminou em terceiro lugar na Terceira Divisão. Na temporada seguinte, 1956-57, o clube conquistou a Terceira Divisão pela segunda vez e viu o surgimento do atacante Ted Phillips, que marcou 46 vezes durante a temporada; este continua a ser o maior número de gols marcados por um jogador em uma temporada. Durante a mesma temporada, o Ipswich jogou pela primeira vez com holofotes no Coventry City em setembro de 1956. No final da temporada, John Cavendish Cobbold foi nomeado como o presidente do clube. Três temporadas no meio da tabela fizeram o Ipswich se estabelecer na Segunda Divisão juntamente com um sucesso moderado na Taça de Inglaterra, seu maior sucesso foi chegar na quinta rodada na temporada 1958-59.
Na temporada 1960-61, o clube ganhou a Segunda Divisão e a promoção para o primeiro nível do futebol inglês, à frente de Sheffield United e do Liverpool. O Ipswich tornou-se campeão da Primeira Divisão na primeira tentativa em 1961-62 com Ray Crawford sendo o mais artilheiro da Inglaterra e da Europa junto com Derek Kevan do West Bromwich Albion.
Como o campeão inglês, o Ipswich foi para a Liga dos Campeões da UEFA pela primeira vez. Eles enfrentaram o Floriana de Malta e venceram por 14-1 no agregado mas perderam para o Milan na segunda rodada. O clube só voltaria ao campeonato 11 anos depois.
Ramsey saiu do clube em abril de 1963 para assumir o comando da Seleção Inglesa e o Ipswich terminou apenas quatro lugares acima do rebaixamento na temporada 1962-63. Para comemorar o sucesso de Ramsey no clube, uma estátua dele foi levantada no lado de fora do Portman Road em 2000.
Ramsey foi substituído no comando do clube por Jackie Milburn. Dois anos depois de ganhar o título da liga, o Ipswich caiu para a Segunda Divisão na temporada 1963-64, sofrendo 121 gols em 42 jogos, esse ainda é o maior número de gols sofridos pelo Ipswich em uma temporada. O irmão de John, Patrick Mark Cobbold, juntou-se ao conselho de administração em 1964 e sua mãe, Lady Blanche Cobbold, tornou-se presidente de honra do clube. 
Milburn saiu depois de apenas uma temporada e foi substituída por Bill McGarry no início da temporada 1964-65. O clube permaneceu na Segunda Divisão por quatro anos até McGarry guiar o Ipswich a promoção na temporada 1967-68 venceu a divisão por um único ponto a frente do Queens Park Rangers. McGarry acabou saindo em 1969 para treinar o Wolverhampton em janeiro de 1969 e foi substituído por Bobby Robson.

## Robson e Europa: 1969-82

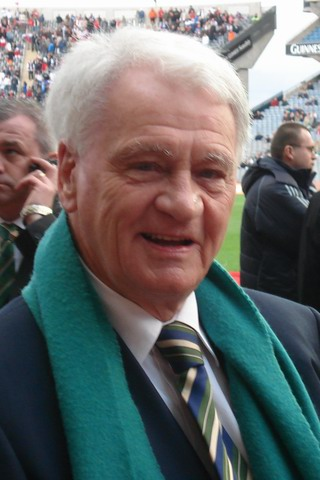
Bobby Robson guiou o Ipswich para o sucesso na Copa da inglaterra e na Copa da UEFA.

Robson tinha experiência no cargo por já ter sido treinador no Fulham, embora ele tivesse sido demitido depois de não conseguir evitar o rebaixamento para a Segunda Divisão. Robson terminou em 18º e 19º em suas duas primeiras temporadas no Ipswich, mas ele manteve a equipe na primeira divisão.
Robson levou o clube na temporada 1972-73 para o quarto lugar na Primeira Divisão e ao sucesso na Texaco Cup, batendo o rival local, Norwich City por 4 a 2.
O quarto lugar significou que o Ipswich se classificou para a Copa da UEFA de 1973-74. Na primeira rodada, eles enfrentaram o seis vezes campeão europeu, Real Madrid. Depois de um triunfo por 1-0 em Portman Road, o Ipswich precisava se defender para passar de fase. O capitão Mick Mills deu uma declaração a imprensa espanhola dizendo que: "El Real no es invencível" ("o Real não é invencível"). Um empate em 0 a 0 no Santiago Bernabéu assegurou o Ipswich na próxima fase. O clube caiu nas quartas de final do torneio mas terminou em quarto lugar na liga de novo e retornou ao torneio na temporada seguinte.
Na temporada 1974-75, Ipswich terminou em terceiro na Primeira Divisão e foi semi-finalistas na Taça de inglaterra. Sofrendo de câncer e tornando-se menos capaz de exercer a função como Presidente do conselho, John Cobbold trocou de papel com o diretor Patrick Cobbold em 1976. Na temporada 1975-76, o Ipswich terminou no sexto lugar da liga e em outubro de 1976, o clube contratou Paul Mariner do Plymouth por uma verba recorde de £220.000. 
A equipa disputou com o Liverpool o título da Primeira Divisão por grande parte da temporada 1976-77, A equipe terminou em terceiro lugar com a ajuda de Paul Mariner e na temporada seguinte, ele marcou sete gols na Taça de Inglaterra, quando o clube conquistou o segundo título de sua história, Roger Osborne marcou o gol da vitória por 1-0 sobre o Arsenal na Final em Wembley..O clube quase caiu nessa temporada foi terminou na 18 temporada, apenas três pontos acima dos que foram rebaixados, a equipe nessa temporada também alcançou a terceira rodada da Taça da UEFA, onde venceu o Barcelona por 3-0 no Portman Road e perdeu no segundo jogo por 3-0, Johan Cruyff marcou duas vezes e o Ipswich perdeu nos pênaltis. 
A vitória na FA Cup garantiu a classificação a  1978-79 European Cup Winners' Cup, onde o clube foi até as quartas-de-final, novamente perdendo para o Barcelona. Nos próximos dois anos, Robson trouxe os Holandeses Arnold Mühren e Frans Thijssen para o clube, nesse período a equipe ficou entre os seis primeiros na Primeira Divisão. No entanto, foi a temporada 1980-81 que "... colocou o Ipswich no mapa ..." como disse Robson.

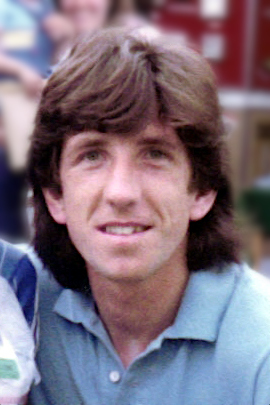
Paul Mariner foi o artilheiro do Ipswich de 1977-78 até 1979-80

O clube terminou em segundo no campeonato e mais uma vez, foi semi-finalista da Taça de Inglaterra, mas o real sucesso da temporada foi o título da Taça UEFA.
Nas quartas de final o clube venceu o Colônia por 2-0 no agregado. Na semifinal, o  Ipswich bateu o AZ Alkmaar por 3-0 no Portman Road e perdeu por 4-2, no Estádio Olímpico de Amsterdã, resultando assim em placar de 5-4 no agregado. Na final, os ingleses enfrentaram e venceu o Saint-Étienne de Michel Platini por 4-1 no Stade Geoffroy-Guichard.
O Ipswich, então, entrou na Copa da UEFA de 1981-82 para defender o título, mas perdeu na primeira rodada para o Escocês Aberdeen. Nacionalmente, o clube continuou a ter sucesso, terminando em segundo na Primeira Divisão novamente, desta vez, quatro pontos atrás do Liverpool.
As conquistas de Robson com o Ipswich lhe rendeu uma oferta da Associação de Futebol para se tornar o técnico da Seleção Inglesa, ele recusou uma oferta de extensão por dez anos do diretor do Ipswich, Patrick Cobbold. Em 7 de julho de 1982, dois dias depois da Inglaterra ter sido eliminada da Copa do Mundo, Bobby Robson saiu do Ipswich para ser o sucessor de Ron Greenwood no comando da Inglaterra. 
Durante seus 13 anos de mandato no Ipswich, Robson contratou apenas 14 jogadores de outros clubes, contando apenas com a maioria de seus jogadores vindo das divisões de base. Em 2002, em reconhecimento das conquistas de Robson no clube, uma estátua em tamanho real foi erguida em frente a Arquibancada Cobbold no Portman Road. Em 7 de julho de 2006, Robson foi nomeado como presidente de honra do Ipswich Town Football Club, o primeiro desde Lady Blanche Cobbold, que morreu em 1987.

## Pós-Robson: 1982-1995
Bobby Robson foi substituído no Ipswich por Bobby Ferguson. Ferguson assumiu em julho de 1982 e teve sucesso nas copas mas caiu em posições na tabela do campeonato em comparação com as campanhas de Bobby Robson. Em três temporadas de 1982-83 até 1984-85, o Ipswich chegou as quartas-de-final da Taça de inglaterra e da semifinal da Taça da Liga em 1985. No campeonato, o Ipswich terminou em 9º, 12º e 17º. Na temporada seguinte, a equipe desceu ainda mais na tabela e terminou em 20º lugar e foi rebaixado para a Segunda Divisão. O Ipswich terminou em quinto na Segunda Divisão na temporada 1986-87 e se classificou para os play-offs, mas Ferguson renunciou depois de perder por 2-1 para o Charlton Athletic.

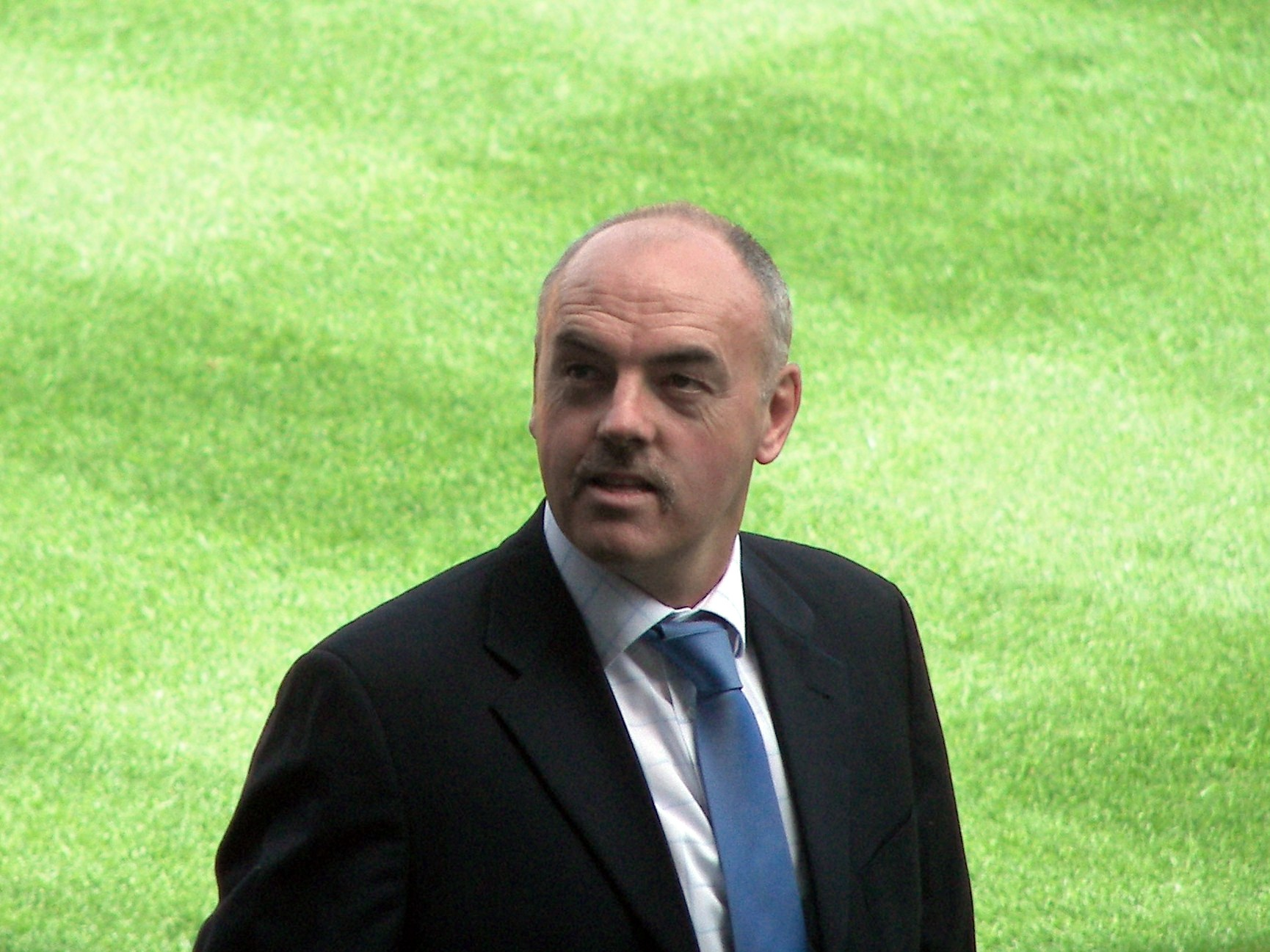
John Wark passou três períodos de sua carreira no Ipswich.

De 1987 a 1990, o Ipswich Town foi treinado por John Duncan, mas alcançou apenas o meio da tabela nessas temporadas. Duncan foi demitido em junho de 1990 e foi substituído por John Lyall, cujos 14 anos de gestão no West Ham United tinham terminado no verão anterior. Durante esse tempo, o Hest Ham ganhou a Taça da Inglaterra duas vezes e terminou em terceiro no campeonato. 
Lyall guiou o Ipswich para um lugar no meio da tabela na temporada 1990-91, mas teve uma melhoria considerável na temporada seguinte quando conquistou a Segunda Divisão. A equipa foi promovida para juntar a temporada inaugural da Premier League.
Depois de um bom início de temporada, o Ipswich chegou ao quarto lugar no campeonato em janeiro de 1993, mas teve uma queda de produção nas semanas finais da temporada e acabou terminando em 16º. A temporada seguinte, foi quase um espelho do que o anterior; Ipswich novamente teve um bom início mas depois teve uma queda nas rodadas finais. O clube só evitou o rebaixamento quando o Sheffield United perdeu por 3-2 para o Chelsea na última rodada. 
Lyall foi demitido como treinador do Ipswich em dezembro de 1994, com o clube na parte inferior da tabela. O Seu sucessor, George Burley, foi incapaz de mudar as coisas e Ipswich sofreu uma humilhante derrota por 9-0 para o Manchester United no início de Março, a maior margem de diferença em uma partida da Primeira Divisão. O Rebaixamento foi confirmado logo depois, o Ipswich terminou a temporada concedendo 93 gols em 42 jogos. 
Patrick Cobbold entregou o seu cargo de presidente do clube em 1991, Patrick morreu de repente em 1994, mas a família Cobbold continuou sua ligação com o clube quando Patrick e John sobrinhos de Philip William Hope-Cobbold passaram a integrar o conselho, em 1995.

## A europa e administração: 1995–presente

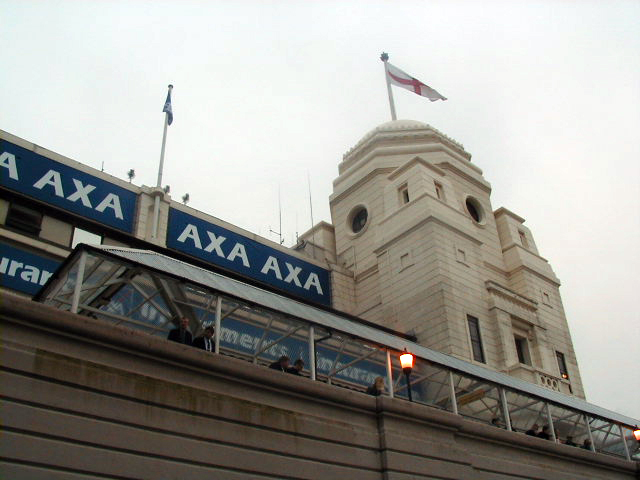
Ipswich venceu a final dos play-off no Wembley em 2000.

Tendo atuado no conselho de administração desde 1986, David Sheepshanks foi nomeado como Presidente do clube em 1995. Nas quatro temporadas seguintes, o clube flertou com a promoção; o clube terminou nos play-off nessas mas perdeu na semifinais nessas três temporadas. Em 2000, o Ipswich se classificou para a  Premier League quando ganhou a final do play-off em Wembley. O clube ganhou contra o Barnsley por 4-2 e se garantiu na Primeira Divisão depois de uma ausência de cinco anos.
Ipswich comprou o jogador Hermann Hreiðarsson do Wimbledon por um valor de £4 Milhões dois dias antes da temporada passar, esse preço foi um recorde do clube.
Os especialistas da televisão Rodney Marsh e Mark Lawrenson concordaram que o rebaixamento para o clube seria um resultado óbvio. O Ipswich os surpreendeu e por pouco não se classificou para a UEFA Champions League. Apenas não se classificou pois não conseguiu vencer na última rodada contra o Derby County. O quinto lugar obtido fez o clube se classificar para a Copa da UEFA.
Nessa temporada, George Burley ganhou o título de Melhor Treinador do ano da Premier League, um prêmio que existiu até 2010 e que na maioria das temporadas foi dado ao campeão da Premier League.
Matteo Sereni e Finidi George foram contratados para a disputa da Copa da UEFA na temporada 2001-02. No primeiro turno do campeonato, o Ipswich foi mal e ficou na parte inferior da tabela com apenas uma vitória na liga. No entanto, teve uma boa campanha na Taça da UEFA com uma vitória sobre a Inter de Milão por 1-0, em casa, na terceira rodada, o Ipswich acabou perdendo no agregado depois de uma derrota por 4 a 1, no San Siro. 
O time teve uma melhora a partir do Natal quando conseguiu uma série de sete vitórias em oito jogos e conseguiu subir na tabela, mas o clube teve um outro declínio e o rebaixamento foi confirmado na última rodada da temporada em uma derrota por 5-0 do Liverpool em Anfield. O rebaixamento no Campeonato contribuiu para o clube entrar em uma crise financeira, resultando na venda de jogadores, incluindo Jamie Clapham, Darren Ambrose e o capitão de equipa Matt Holland. 
Na temporada seguinte, o Ipswich acabou se classificando novamente para a Taça da UEFA, através do Sistema de Fair Play da UEFA , eles perderam na segunda rodada para a equipa checa, Slovan Liberec. O clube teve um ruim início de campeonato, deixando o clube em 19 na tabela em outubro, essa posição resultou na demissão de George Burley depois de quase oito anos como treinador da equipe.
Tony Mowbray foi responsável interinamente durante quatro jogos e venceu apenas uma vez, ele foi substituído permanentemente por Joe Royle que já tinha treinado o Oldham Athletic, Everton e o Manchester City, nesses clube ele teve quatro promoções e um título da Taça da Inglaterra; como jogador ele foi nomeado como jogador do ano em sua única temporada completa no Norwich City.

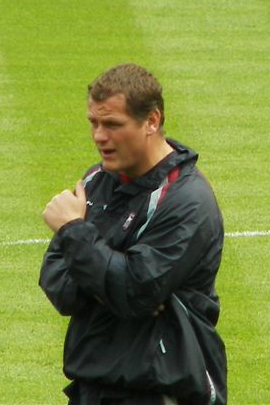
Jim Magilton jogou no Ipswich por sete anos antes de virar treinador por três anos.

Quando Royle tornou-se treinador do Ipswich, o clube estava lutando para não cair para a Terceira Divisão. A mudança de gestão ajudou o clube e por pouco o Ipswich não se classificou para os play-offs da temporada 2002-03. O clube saiu da crise financeira durante a temporada 2003-04 e continuou a tentar voltar para a Premier League. O clube terminou o ano em quinto lugar, mas foi derrotada nas semifinais dos play-off pelo West Ham United por 2-1. Na temporada 2004-05, o Ipswich perdeu a chance de se classificar automaticamente e acabou terminando na terceira colocação, apenas dois pontos atrás do segundo colocado, Wigan Athletic. Novamente, eles perderam na semifinal do play-off para o West Ham United, desta vez por um placar de 4-2. 
Apesar do clube ser favorito a subida de divisão na pré-temporada da temporada 2005-06, o Ipswich acabou terminando na 15º colocação, a posição mais baixa do clube desde 1966. Joe Royle renunciou ao cargo em 11 de Maio de 2006.
Em uma conferência de imprensa realizada em 5 de junho de 2006, Jim Magilton foi oficialmente nomeado como o novo treinador.
Na primeira temporada de Magilton no comando, o clube alcançou a 14º posição na tabela. Em outubro de 2007, o Ipswich concordou em vender uma parte do clube por 44 milhões de libras ao empresário britânico Marcus Evans, que se tornou o acionista majoritário.
A temporada 2007-08 trouxe mais progressos para Magilton e sua equipe, que terminou em oitavo na tabela final. A equipe de Magilton não conseguiu promoção nem chegou aos play-offs na temporada 2008-09 e em 22 de abril de 2009, Magilton foi demitido, seu sucessor foi Roy Keane que foi nomeado no dia seguinte.
Sheepshanks deixou o cargo de chairman após 14 anos em 20 de maio de 2009. O Ipswich começou a temporada 2009-2010 sem vitórias depois de 14 jogos e teve seu pior início de temporada. O sucesso limitado ao longo do ano fez o clube terminar em 15º lugar.
A segunda temporada de Keane no clube começou bem, mas no início de 2011, o clube estava em 19º lugar no campeonato e Keane acabou sendo demitido em 7 de janeiro de 2011. Ian McParland foi o técnico interino da equipe por dois jogos, incluindo um jogo de ida da semifinal da Taça da Liga contra o Arsenal, antes de Paul Jewell assumir o cargo permanentemente em meados de janeiro de 2011.
O Ipswich terminou em 13º lugar naquela temporada e na 15º posição, na primeira temporada completa de Jewell no clube. Na temporada seguinte, o Ipswich chegaram ao topo da liga no final de outubro mas Jewell deixou o clube por "acordo mútuo", deixando Chris Hutchings como interino. Após um único jogo, Hutchings foi substituído por Mick McCarthy em definitivo. McCarthy levou o Ipswich a terminar na 14ª posição naquela temporada e na 9ª posição na temporada seguinte.
Apesar de ter perdido o último jogo da temporada 2014-15, o Ipswich terminou em sexto lugar e garantiu o play-off onde jogou contra o Norwich City, perdendo por 4-1 no total. Na temporada seguinte, o Ipswich terminou em sétimo lugar. Na temporada 2016-17, o Ipswich terminou em 16º posição, sua menor posição desde a temporada 1958-1959.